# Diskografie Miky
Toto je seznam vydané diskografie anglického zpěváka Miky.

## Alba

### Studiová alba
| Název                          | Detaily o albu                                                        | Umístění v hitparádách | Umístění v hitparádách | Umístění v hitparádách | Umístění v hitparádách | Umístění v hitparádách | Umístění v hitparádách | Umístění v hitparádách | Umístění v hitparádách | Umístění v hitparádách | Umístění v hitparádách | Umístění v hitparádách | Umístění v hitparádách | Umístění v hitparádách | Umístění v hitparádách | Certifikace | Prodeje                      |
| Název                          | Detaily o albu                                                        | UK                     | AUS                    | AUT                    | BEL (WA)               | BEL (FL)               | CAN                    | FRA                    | GER                    | IRE                    | ITA                    | NLD                    | NOR                    | SWI                    | US                     | Certifikace | Prodeje                      |
| ------------------------------ | --------------------------------------------------------------------- | ---------------------- | ---------------------- | ---------------------- | ---------------------- | ---------------------- | ---------------------- | ---------------------- | ---------------------- | ---------------------- | ---------------------- | ---------------------- | ---------------------- | ---------------------- | ---------------------- | --- | ---------------------------- |
| Life in Cartoon Motion         | - Vydáno: 5. února 2007 - Vydavatelství: Casablanca                   | 1                      | 5                      | 6                      | 1                      | 1                      | 2                      | 1                      | 6                      | 2                      | 9                      | 1                      | 1                      | 1                      | 29                     | - UK: 6× Platinum - AUS: 2× Platinum - AUT: Platinum - CAN: 2× Platinum - FRA: Diamond - GER: Platinum - IRE: 3× Platinum - ITA: Platinum - NLD: Platinum - SWI: 2× Platinum | - UK: 1,660,000              |
| The Boy Who Knew Too Much      | - Vydáno: 18. září 2009 - Vydavatelství: Casablanca                   | 4                      | 10                     | 9                      | 3                      | 3                      | 14                     | 1                      | 6                      | 14                     | 10                     | 5                      | 29                     | 2                      | 19                     | - UK: Platinum - CAN: Gold - FRA: 3× Platinum - ITA: Platinum - SWI: Gold - BEL: Platinum                                                                                    | - UK: 278,000 - FRA: 400,000 |
| The Origin of Love             | - Vydáno: 17. září 2012 - Vydavatelství: Casablanca                   | 24                     | —                      | 31                     | 6                      | 7                      | 10                     | 1                      | 43                     | 61                     | 12                     | 15                     | —                      | 15                     | 47                     | - FRA: Platinum - ITA: Gold | - FRA: 120,000 - US: 33,000  |
| No Place in Heaven             | - Vydáno: 15. června 2015 - Vydavatelství: Casablanca, Republic       | 19                     | —                      | 74                     | 3                      | 9                      | 6                      | 2                      | 70                     | 84                     | 3                      | 20                     | —                      | 4                      | 117                    | - UK: Silver - FRA: Platinum - ITA: Platinum | - FRA: 100,000               |
| My Name Is Michael Holbrook    | - Vydáno: 4. října 2019 - Vydavatelství: Republic                     | 57                     | —                      | —                      | 3                      | 38                     | 30                     | 6                      | —                      | —                      | 10                     | —                      | —                      | 10                     | 184                    | |                              |
| Que ta tête fleurisse toujours | - Vydáno: 1. prosince 2023 - Vydavatelství: Island Def Jam, Universal | —                      | —                      | —                      | 3                      | 73                     | —                      | 5                      | —                      | —                      | —                      | —                      | —                      | 8                      | —                      | |                              |

### Koncertní alba
| Název                                                                       | Detaily o albu                                                   | Umístění v hitparádách | Umístění v hitparádách | Umístění v hitparádách | Umístění v hitparádách | Umístění v hitparádách |
| Název                                                                       | Detaily o albu                                                   | BEL (FL)               | BEL (WA)               | CAN                    | ITA                    | SWI                    |
| --------------------------------------------------------------------------- | ---------------------------------------------------------------- | ---------------------- | ---------------------- | ---------------------- | ---------------------- | ---------------------- |
| Mika et l'Orchestre symphonique de Montréal (s Montreal Symphony Orchestra) | - Vydáno: 13. listopadu 2015 - Vydavatelství: Republic (4762090) | —                      | —                      | 40                     | —                      | —                      |
| Sinfonia Pop                                                                | - Vydáno: 27. května 2016 - Vydavatelství: Eagle Rock (EAGDV057) | 118                    | 23                     | —                      | 46                     | 80                     |
| Live from Brooklyn Steel                                                    | - Vydáno: 31. ledna 2020 - Vydavatelství: Republic               | —                      | —                      | —                      | —                      | —                      |
| À l'Opéra Royal de Versailles                                               | - Vydáno: 19. února 2021 - Vydavatelství: Republic               | —                      | —                      | —                      | —                      | —                      |

### Kompilační alba
| Název                                                       | Detaily o albu                                          | Umístění v hitparádách | Umístění v hitparádách | Certifikace        |
| Název                                                       | Detaily o albu                                          | FRA                    | ITA                    | Certifikace        |
| ----------------------------------------------------------- | ------------------------------------------------------- | ---------------------- | ---------------------- | ------------------ |
| 2 for 1: Life in Cartoon Motion + The Boy Who Knew Too Much | - Vydáno: 31. října 2011 - Vydavatelství: Universal     | 9                      | —                      |                    |
| Songbook Vol. 1                                             | - Vydáno: 12. listopadu 2013 - Vydavatelství: Universal | —                      | 3                      | - ITA: 2× Platinum |

## Extended play
| Název                            | Detaily o EP                                             | UK |
| -------------------------------- | -------------------------------------------------------- | -- |
| Dodgy Holiday EP                 | - Vydáno: 20. listopadu 2006 - Vydavatelství: Casablanca | 97 |
| Napster Live Session EP          | - Vydáno: 18. prosince 2006 - Vydavatelství: Casablanca  | —  |
| HMV Live                         | - Vydáno: 1. ledna 2007 - Vydavatelství: Casablanca      | —  |
| Live in Cartoon Motion           | - Vydáno: 1. ledna 2007 - Vydavatelství: Casablanca      | —  |
| iTunes Festival: London 2007     | - Vydáno: 28. srpna 2007 - Vydavatelství: Casablanca     | —  |
| Songs for Sorrow                 | - Vydáno: 8. června 2009 - Vydavatelství: Casablanca     | —  |
| iTunes Live: London Festival '09 | - Vydáno: 11. srpna 2009 - Vydavatelství: Casablanca     | —  |
| This Is the Sound of: Mika       | - Vydáno: 1. ledna 2010 - Vydavatelství: Universal       | —  |
| Pride                            | - Vydáno: 5. června 2023 - Vydavatelství: Universal      | —  |

## Singly

### Jako hlavní umělec
| Singl                                                                                   | Rok  | Umístění v hitparádách | Umístění v hitparádách | Umístění v hitparádách | Umístění v hitparádách | Umístění v hitparádách | Umístění v hitparádách | Umístění v hitparádách | Umístění v hitparádách | Umístění v hitparádách | Umístění v hitparádách | Umístění v hitparádách | Umístění v hitparádách | Certifikace                                                                          | Album                               |
| Singl                                                                                   | Rok  | UK                     | AUS                    | AUT                    | BEL (WA)               | BEL (FL)               | FRA                    | GER                    | IRE                    | ITA                    | NLD                    | SWI                    | US                     | Certifikace                                                                          | Album                               |
| --------------------------------------------------------------------------------------- | ---- | ---------------------- | ---------------------- | ---------------------- | ---------------------- | ---------------------- | ---------------------- | ---------------------- | ---------------------- | ---------------------- | ---------------------- | ---------------------- | ---------------------- | ------------------------------------------------------------------------------------ | ----------------------------------- |
| "Relax, Take It Easy"                                                                   | 2006 | 18                     | —                      | 3                      | 1                      | 1                      | 1                      | 4                      | 8                      | 2                      | 1                      | 2                      | —                      | - UK: Silver - GER: Platinum - ITA: Gold                                             | Life in Cartoon Motion              |
| "Grace Kelly"                                                                           | 2007 | 1                      | 2                      | 3                      | 1                      | 2                      | 1                      | 4                      | 1                      | 1                      | 4                      | 2                      | 57                     | - UK: 2× Platinum - AUS: Platinum - GER: Gold - ITA: Platinum - SWI: Gold - US: Gold | Life in Cartoon Motion              |
| "Love Today"                                                                            | 2007 | 6                      | 3                      | —                      | 3                      | 4                      | 1                      | —                      | 13                     | 5                      | 25                     | 46                     | 92                     | - UK: Silver - AUS: Platinum                                                         | Life in Cartoon Motion              |
| "Big Girl (You Are Beautiful)"                                                          | 2007 | 9                      | 23                     | 8                      | 10                     | 5                      | 38                     | 19                     | 9                      | 47                     | 4                      | 29                     | —                      | - UK: Gold - AUS: Gold                                                               | Life in Cartoon Motion              |
| "Happy Ending"                                                                          | 2007 | 7                      | 7                      | 29                     | 26                     | 11                     | 66                     | 28                     | 29                     | 12                     | 10                     | 10                     | —                      | - UK: Gold - AUS: Gold - ITA: Gold                                                   | Life in Cartoon Motion              |
| "Lollipop"                                                                              | 2007 | 59                     | —                      | 51                     | 21                     | 24                     | 17                     | 35                     | —                      | —                      | 13                     | 58                     | —                      | - UK: Silver                                                                         | Life in Cartoon Motion              |
| "We Are Golden"                                                                         | 2009 | 4                      | 10                     | 17                     | 7                      | 9                      | 19                     | 29                     | 14                     | 3                      | 20                     | 11                     | —                      | - UK: Silver - ITA: Gold                                                             | The Boy Who Knew Too Much           |
| "Rain"                                                                                  | 2009 | 72                     | 90                     | —                      | 3                      | 5                      | 5                      | 56                     | —                      | 4                      | 24                     | 28                     | —                      | - ITA: Platinum                                                                      | The Boy Who Knew Too Much           |
| "Blame It on the Girls"                                                                 | 2009 | 72                     | —                      | —                      | 24                     | 28                     | —                      | —                      | —                      | —                      | —                      | —                      | —                      |                                                                                      | The Boy Who Knew Too Much           |
| "Kick Ass (We Are Young)" (Mika vs. RedOne)                                             | 2010 | 84                     | —                      | 54                     | 5                      | 8                      | —                      | 54                     | 7                      | 5                      | —                      | 56                     | —                      | - ITA: Platinum                                                                      | Kick-Ass                            |
| "Elle me dit"                                                                           | 2011 | —                      | —                      | —                      | 1                      | 9                      | 1                      | —                      | —                      | —                      | —                      | 16                     | —                      |                                                                                      | The Origin of Love                  |
| "Celebrate" (feat. Pharrell Williams)                                                   | 2012 | —                      | —                      | —                      | 37                     | —                      | 33                     | —                      | —                      | 30                     | 75                     | —                      | —                      | - ITA: Gold                                                                          | The Origin of Love                  |
| "Underwater"                                                                            | 2012 | —                      | —                      | 68                     | 27                     | —                      | 12                     | 46                     | —                      | 14                     | —                      | 13                     | —                      | - ITA: Gold                                                                          | The Origin of Love                  |
| "Popular Song" (feat. Ariana Grande)                                                    | 2012 | 183                    | 71                     | —                      | —                      | —                      | —                      | —                      | —                      | —                      | 92                     | —                      | 87                     | - UK: Silver - US: Gold                                                              | The Origin of Love                  |
| "Live Your Life"                                                                        | 2013 | —                      | —                      | —                      | —                      | —                      | —                      | —                      | —                      | —                      | —                      | —                      | —                      |                                                                                      | Songbook Vol. 1                     |
| "Stardust" (feat. Chiara)                                                               | 2013 | —                      | —                      | —                      | —                      | —                      | —                      | —                      | —                      | 1                      | —                      | —                      | —                      | - ITA: 4× Platinum                                                                   | Songbook Vol. 1                     |
| "Boum Boum Boum"                                                                        | 2014 | —                      | —                      | —                      | 10                     | —                      | 10                     | —                      | —                      | 43                     | —                      | 62                     | —                      |                                                                                      | No Place in Heaven                  |
| "Talk About You"                                                                        | 2015 | —                      | —                      | —                      | 39                     | —                      | 35                     | —                      | —                      | —                      | —                      | —                      | —                      |                                                                                      | No Place in Heaven                  |
| "Staring at the Sun"                                                                    | 2015 | —                      | —                      | —                      | 39                     | —                      | 154                    | —                      | —                      | 42                     | —                      | —                      | —                      | - ITA: Gold                                                                          | No Place in Heaven                  |
| "Beautiful Disaster" (s Fedez)                                                          | 2015 | —                      | —                      | —                      | —                      | —                      | —                      | —                      | —                      | 5                      | —                      | —                      | —                      | - ITA: 2× Platinum                                                                   | Pop-Hoolista                        |
| "Hurts" (Remix)                                                                         | 2016 | —                      | —                      | —                      | —                      | —                      | —                      | —                      | —                      | —                      | —                      | —                      | —                      |                                                                                      | No Place in Heaven                  |
| "Wonderful Christmastime" (s Kylie Minogue)                                             | 2016 | —                      | —                      | —                      | —                      | 73                     | —                      | —                      | —                      | —                      | —                      | —                      | —                      |                                                                                      | Kylie Christmas: Snow Queen Edition |
| "It's My House"                                                                         | 2017 | —                      | —                      | —                      | 74                     | —                      | —                      | —                      | —                      | —                      | —                      | —                      | —                      |                                                                                      | My Name Is Michael Holbrook         |
| "Sound of an Orchestra"                                                                 | 2019 | —                      | —                      | —                      | —                      | —                      | —                      | —                      | —                      | —                      | —                      | —                      | —                      |                                                                                      | My Name Is Michael Holbrook         |
| "Ice Cream"                                                                             | 2019 | —                      | —                      | —                      | 21                     | —                      | —                      | —                      | —                      | —                      | —                      | —                      | —                      |                                                                                      | My Name Is Michael Holbrook         |
| "Tiny Love"                                                                             | 2019 | —                      | —                      | —                      | —                      | —                      | —                      | —                      | —                      | —                      | —                      | —                      | —                      |                                                                                      | My Name Is Michael Holbrook         |
| "Sanremo"                                                                               | 2019 | —                      | —                      | —                      | —                      | —                      | —                      | —                      | —                      | —                      | —                      | —                      | —                      |                                                                                      | My Name Is Michael Holbrook         |
| "Tomorrow"                                                                              | 2019 | —                      | —                      | —                      | —                      | —                      | —                      | —                      | —                      | —                      | —                      | —                      | —                      |                                                                                      | My Name Is Michael Holbrook         |
| "Dear Jealousy"                                                                         | 2020 | —                      | —                      | —                      | —                      | —                      | —                      | —                      | —                      | —                      | —                      | —                      | —                      |                                                                                      | My Name Is Michael Holbrook         |
| "Le cœur Holiday" (feat. Soprano)                                                       | 2020 | —                      | —                      | —                      | 26                     | —                      | —                      | —                      | —                      | —                      | —                      | —                      | —                      |                                                                                      | Singly bez alb                      |
| "Bella d'estate" (feat. Michele Bravi)                                                  | 2020 | —                      | —                      | —                      | —                      | —                      | —                      | —                      | —                      | —                      | —                      | —                      | —                      |                                                                                      | Singly bez alb                      |
| "Me, Myself" (s Danna Paola)                                                            | 2020 | —                      | —                      | —                      | —                      | —                      | —                      | —                      | —                      | —                      | —                      | —                      | —                      |                                                                                      | K.O.                                |
| "Six heures d'avion nous séparent" (s Pierre Lapointe)                                  | 2020 | —                      | —                      | —                      | —                      | —                      | —                      | —                      | —                      | —                      | —                      | —                      | —                      |                                                                                      | Chansons hivernales                 |
| "It Must Have Been Love" (s Danna Paola)                                                | 2021 | —                      | —                      | —                      | —                      | —                      | —                      | —                      | —                      | —                      | —                      | —                      | —                      |                                                                                      | Singly bez alb                      |
| "Yo Yo"                                                                                 | 2022 | —                      | —                      | —                      | —                      | —                      | —                      | —                      | —                      | —                      | —                      | —                      | —                      |                                                                                      | Singly bez alb                      |
| "C'est La Vie"                                                                          | 2023 | —                      | —                      | —                      | 13                     | —                      | —                      | —                      | —                      | —                      | —                      | —                      | —                      |                                                                                      | Que ta tête fleurisse toujours      |
| "—" značí, že se nahrávka neumístila v hitparádách nebo v tomto území ani nebyla vydána |      |                        |                        |                        |                        |                        |                        |                        |                        |                        |                        |                        |                        |                                                                                      |                                     |

### Promo singly
| "Origin of Love"                                                                        | 2012 | — | — | 136 | —  |             | The Origin of Love |
| "Good Guys" / "Happy Ending" (X Factor Finale Medley)                                   | 2014 | — | — | —   | 8  |             | Singl bez alb      |
| "Last Party"                                                                            | 2015 | — | — | 126 | —  |             | No Place in Heaven |
| "Good Guys"                                                                             | 2015 | — | — | 101 | 42 | - ITA: Gold | No Place in Heaven |
| "—" značí, že se nahrávka neumístila v hitparádách nebo v tomto území ani nebyla vydána |      |   |   |     |    |             |                    |

### Jako vedlejší umělec
| Singl                                                          | Rok  | Umístění v hitparádách | Umístění v hitparádách | Umístění v hitparádách | Umístění v hitparádách | Umístění v hitparádách | Umístění v hitparádách | Umístění v hitparádách | Umístění v hitparádách | Certifikace     | Album                                 |
| Singl                                                          | Rok  | UK                     | AUS                    | AUT                    | BEL (WA)               | GER                    | IRE                    | ITA                    | SWI                    | Certifikace     | Album                                 |
| -------------------------------------------------------------- | ---- | ---------------------- | ---------------------- | ---------------------- | ---------------------- | ---------------------- | ---------------------- | ---------------------- | ---------------------- | --------------- | ------------------------------------- |
| "Everybody Hurts" (jako Helping Haiti)                         | 2010 | 1                      | 28                     | 23                     | 41                     | 16                     | 1                      | 14                     | 16                     | - UK: Platinum  | Singl bez alb                         |
| "Youth and Love" (Jack Savoretti feat. Mika)                   | 2019 | —                      | —                      | —                      | —                      | —                      | —                      | —                      | —                      |                 | Singing to Strangers: Special Edition |
| "Danser entre hommes" (Doriand feat. Philippe Katerine a Mika) | 2019 | —                      | —                      | —                      | —                      | —                      | —                      | —                      | —                      |                 | Portraits                             |
| "Bolero" (Baby K feat. Mika)                                   | 2022 | —                      | —                      | —                      | —                      | —                      | —                      | 47                     | —                      | - ITA: Platinum | Donna sulla luna                      |
| "Keep It Simple" (Vianney feat. Mika)                          | 2023 | —                      | —                      | —                      | 19                     | —                      | —                      | —                      | —                      |                 | Singl bez alb                         |

### Další umístěné písně
| Píseň                     | Rok  | Umístění v hitparádách | Umístění v hitparádách | Umístění v hitparádách | Umístění v hitparádách | Album                  |
| Píseň                     | Rok  | UK                     | CAN AC                 | FRA                    | US                     | Album                  |
| ------------------------- | ---- | ---------------------- | ---------------------- | ---------------------- | ---------------------- | ---------------------- |
| "Stuck in the Middle"     | 2007 | 174                    | —                      | —                      | —                      | Life in Cartoon Motion |
| "J'ai pas envie"          | 2015 | —                      | 36                     | —                      | —                      | No Place in Heaven     |
| "Over My Shoulder"        | 2017 | —                      | —                      | 22                     | —                      | Life in Cartoon Motion |
| "Love You When I'm Drunk" | 2018 | —                      | —                      | —                      | —                      | The Origin of Love     |

## Video alba
| Název                       | Detaily o albu                                                          | Certifikace |
| --------------------------- | ----------------------------------------------------------------------- | ----------- |
| Live in Cartoon Motion      | - Vydáno: 12. listopadu 2007 - Vydavatelství: Island (#1751268)         | - UK: Gold  |
| Live Parc des Princes Paris | - Vydáno: 10. listopadu 2008 - Vydavatelství: Island (#1751268)         |             |
| Sinfonia Pop                | - Vydáno: 27. května 2016 - Vydavatelství: Eagle Rock (EAGDV061)        |             |
| Mika Love Paris             | - Vydáno: 9. prosince 2016 - Vydavatelství: Casablanca (00602557229394) |             |

## Videoklipy
| Year | Název                                  | Další umělec       | Režisér                          |
| ---- | -------------------------------------- | ------------------ | -------------------------------- |
| 2006 | "Relax, Take It Easy" (version one)    |                    | Airside                          |
| 2007 | "Grace Kelly"                          |                    | Sophie Muller                    |
| 2007 | "Love Today"                           |                    | Sophie Muller                    |
| 2007 | "Big Girl (You Are Beautiful)"         |                    | Patrick Daughters                |
| 2007 | "Happy Ending"                         |                    | AlexandLiane                     |
| 2007 | "Relax, Take It Easy" (version two)    |                    | Matt Askem                       |
| 2007 | "Lollipop"                             |                    | Bonzom                           |
| 2009 | "We Are Golden"                        |                    | Jonas Åkerlund                   |
| 2009 | "Blame It on the Girls"                |                    | Nez Khammal                      |
| 2009 | "Rain"                                 |                    | Nez Khammal                      |
| 2010 | "Everybody Hurts" (jako Helping Haiti) |                    | Joseph Kahn                      |
| 2010 | "Kick Ass (We Are Young)" (s RedOne)   |                    | Jim Canty                        |
| 2011 | "Elle me dit"                          |                    | Kinga Burza                      |
| 2012 | "Make You Happy"                       |                    | Iouri Philippe Paillé            |
| 2012 | "Celebrate" (feat. Pharrell Williams)  |                    | BBGun                            |
| 2012 | "Origin of Love"                       |                    | Cristián Jiménez                 |
| 2012 | "Underwater"                           |                    | Alex Southam                     |
| 2013 | "Popular Song" (feat. Ariana Grande)   |                    | Chris Marrs Piliero              |
| 2013 | "Live Your Life"                       |                    |                                  |
| 2014 | "Boum Boum Boum"                       |                    | Jonathan Lia                     |
| 2015 | "Last Party"                           |                    | Peter Lindbergh                  |
| 2015 | "Talk About You"                       |                    | KT Auleta                        |
| 2015 | "Good Guys"                            |                    | KT Auleta                        |
| 2015 | "Staring at the Sun"                   |                    | Andreas Dermanis a MIKA          |
| 2015 | "Tant que j’ai le soleil"              |                    | Andreas Dermanis a MIKA          |
| 2015 | "Beautiful Disaster"                   | Fedez              |                                  |
| 2015 | "Je chante"                            |                    |                                  |
| 2016 | "Hurts" (Remix)                        |                    | Ivan Cotroneo                    |
| 2019 | "Ice Cream"                            |                    | Francesco Calabrese              |
| 2019 | "Tiny Love"                            |                    | W.I.Z.                           |
| 2019 | "Danser entre hommes"                  | Doriand & Katerine | W.I.Z.                           |
| 2019 | "Sanremo"                              |                    | W.I.Z.                           |
| 2019 | "Tomorrow"                             |                    | Charles Todd                     |
| 2019 | "Dear Jealousy"                        |                    | Charles Todd                     |
| 2020 | "Le cœur Holiday" (feat. Soprano)      |                    | Giorgio Scorza a Erika De Nicola |
| 2022 | "Yo-Yo"                                |                    | Mika                             |
| 2022 | "Bolero"                               |                    | Marc Lucas                       |
| 2023 | "C'est La Vie"                         |                    | The Key Designer                 |